# Birlapur
Birlapur é uma vila no distrito de South 24 Parganas, no estado indiano de Bengala Ocidental.

## Demografia
Segundo o censo de 2001, Birlapur tinha uma população de 19 830 habitantes. Os indivíduos do sexo masculino constituem 55% da população e os do sexo feminino 45%. Birlapur tem uma taxa de literacia de 61%, superior à média nacional de 59,5%; a literacia no sexo masculino é de 68% e no sexo feminino é de 52%. 13% da população está abaixo dos 6 anos de idade.